# Dareiosz megkoronázása
A Dareiosz megkoronázása Antonio Vivaldi 1717-ben, Velencében bemutatott háromfelvonásos operája.

## Az opera szereplői
| Szereplő                               | Hangfekvés                             |
| -------------------------------------- | -------------------------------------- |
| Dareiosz, a perzsa trón várományosa    | tenor                                  |
| Statira, a meghalt perzsa király lánya | kontratenor vagy szoprán               |
| Argené, a testvére                     | kontratenor vagy szoprán               |
| Nicena, a tanítójuk                    | bariton                                |
| Oronte, trónigénylő                    | szoprán (eredetileg kasztrált szoprán) |
| Arpago, trónigénylő                    | szoprán (eredetileg kasztrált szoprán) |
| Flóra                                  | kontratenor                            |
| Kürosz király szelleme                 | tenor                                  |
| Apolló jósa                            | bariton                                |

- Történik: Az Óperzsa Birodalomban, az i. e. 5. században.

## Az opera cselekménye

### I. felvonás
Kürosz szelleme, halála után, megjelenik lányainak, és megtiltja nekik, hogy tovább gyászolják őt. Dareiosz, mint trónigénylő lép fel és Statirának teszi a szépet, de Argene megesküszik, hogy magának szerzi meg a férfi szerelmét. Közben Arpago és Oronte vitatkoznak. Nem tudják eldönteni, hogy mi legyen a feltétele a trón megszerzésének. Ekkor jelenik meg Dareiosz, aki azt tanácsolja, hogy azé legyen a trón, aki feleségül veszi Statirát. Argene felkeresi tanítójukat, és tanácsot kért tőle, hogyan hódítsa el Dareioszt. Niceno egyébként Statiriát szereti.

### II. felvonás
Argene cselhez folyamodik. Ráveszi Dareioszt, hogy írjon bánatos levelet egy szerelmét elutasító személynek. A levelet ezután Statiria kezébe adja, mondván, hogy Dareiosz azt neki, Argenének írta. Statiria elhatározza, hogy a másik két trónigénylőnek ajánlja fel a kezét, de előtte még megkérdezi tanítójukat, hogy amit érez, az vajon féltékenység-e? Dareiosz kétségbeesik, amikor megtudja, hogy két vetélytársa eljegyezte Statiriát. Argene segítségét kéri, közben Statiria rádöbben, hogy Dareioszt szereti. Bosszút esküszik hát annak ellenfelei ellen.

### III. felvonás
Arpago és Oronte rájönnek, hogy mindketten eljegyezték Statiriát, de a hercegnő elküldi őket. Közben Niceno és Argene merényletet eszelt ki Statiria ellen. Niceno kicsalja a lányt a város falakon kívülre azzal az ürüggyel, hogy Dareiosz találkozni akar vele, valójában azonban a vadállatok martalékának szánják a hercegnőt. Dareiosz Statiria után érdeklődik Argenénél, aki azt mondja, hogy testvére az imént szaladt el előle. Dareiosz a lány keresésére indul és megmenti. Argene halottnak hiszi testvérét, ezért királynővé koronáztatja magát. Ekkor lepleződik le Dareiosz és Statiria előtt a cselszövés. Dareiosz végül megbocsát vetélytársainak, magát pedig királlyá, Statiriát, a feleségét, pedig királynővé koronáztatja.

## Az opera zenéje
Ezt a Vivaldi-operát is a kevés szereplő, a kis zenekar és a gazdag szcenika tette gazdaggá. A zenekarral kapcsolatban azonban meg kell jegyezni, hogy a barokk operák hangszeres kísérete a 19–20. századi művekéhez képest meglehetősen szerény volt, de Vivaldi még ehhez képest is visszafogta magát a hangszerelést illetően. Maga a történet a tragédia és a komédia határán mozog: Vivaldi a mulatságos hangvételről könnyedén, egyik hangról a másikra képes volt komolyra váltani. A szerző sokkal többet tudott átadni, mint ami a szöveg felszínén megjelent. Az operában különösen gyakoriak és jól sikerültek a keserűen ironikus részek.
A komponálás során Vivaldi folyamatosan azon igyekezett, hogy kifejezőbbé tegye a recitativókat.  Szép példa erre a második felvonás elején Dareiosz és Argene párbeszéde, amelyet Dareiosz ariosója vezet be. Vivaldi különleges hangszeres bravúrt valósított meg, amikor egy kis kantátát épített a partitúrába, viola all’Inglese kíséretével. Az angol hegedűvel Vivaldi gyengéden és érzékien tudta ábrázolni Statiria csírázó szerelmét.

## CD-ajánló
Dareiosz – John Elwes, Statira – Gérard Lesne, Argene – Henri Ledroit, Niceno – Michel Verschaeve, Alinda – Isabelle Poulenard, Oronte – Agnès Mellon, Arpago – Isabelle Poulenard, Flóra – Dominique Visse, Kürosz szelleme – John Elwes, Apolló jósa – Michel Verschaeve. Közreműködik: Nizzai Barokk Zenekar. Vezényel: Gilbert Bezzina. A felvétel ideje: 1986. Kiadás: 1997 Hamronia Munda 3 CD DDD B0000007NI